# 滕博阿瑟
滕博阿瑟（Turnbull & Asser）是一家英国定制衬衫制作商，创立于1885年，旗舰店位于伦敦圣詹姆斯的杰明街，其工厂位于格罗斯特。

## 历史
它由约翰·亚瑟·特恩布尔（John Arthur Turnbull）创立于1885年，一开始就位于伦敦圣詹姆斯，1903年搬至现址。查尔斯王子是这家店的顾客，1980年给予其皇家认证。